# Герб Швенчёнеляя
Герб Швенчёнеляя является геральдическим атрибутом литовского города Швенчёнеляй. В современном виде утверждён 26 марта 1996 года.

## Описание и символика
В зелёном поле испанского щита находится золотой рак.
Рак символизирует главную отрасль города — разведение и продажу раков, а также чистоту близлежащей реки Жеймена. Зелёное поле символизирует леса, окружающие город.

## История
Во время Речи Посполитой город Швенчёнеляй имел геральдическую печать городского магистрата. Её щит разделён на три поля. В верхней части марки изображён стилизованный орёл, увенчанный короной. В нижней части, с правой стороны поля, буква «G», которая символизировала дворянский род Гоштаутов, тесно связанных с краем. С левой стороны буква «P» символизировала род Пилсудских и была посвящена польскому маршалу Юзефу Пилсудскому, родившемуся в Свенцянском уезде.
Во времена первого литовского государства и Литовской ССР город не имел своего герба. Герб Швенчёнеляя был утверждён Президентом Литовской Республики 26 марта 1996 года.

## Флаг Швенчёнеляя
Флаг Швенчёнеляя представляет собой зелёное полотнище с золотым обрамлением, на котором расположены 7 золотых раков, идентичных оным на гербе Швенчёнеляя.